# Zbory Boże w Wietnamie
Zbory Boże w Wietnamie – chrześcijański wolny kościół protestancki o charakterze ewangelikalnym nurtu zielonoświątkowego działający w Wietnamie. Wchodzi w skład Światowej Wspólnoty Zborów Bożych. 
Zbory Boże zostały ustanowione w Wietnamie w 1989, w roku 2009 kościół ten został oficjalnie uznany przez miejscowe władze. W tym samym roku liczbę wiernych szacowano na 40 tys.
W dniu 20 października 2010 roku, odbyła się pierwsza Rada Generalna Zborów Bożych w Ho Chi Minh.